# 서울 안양암 대웅전 삼존불상
서울 안양암 대웅전 삼존불상(서울 安養庵 大雄殿 三尊佛像)은 서울특별시 종로구 창신동, 안양암에 있는 조선시대의 불상이다. 2004년 9월 30일 서울특별시의 유형문화재 제190호 안양암 대웅전 아미타삼존상(安養庵 大雄殿 阿彌陀三尊像)로 지정되었다가, 2009년 6월 4일 안양암 대웅전 삼존불상(아미타불,관음보살,지장보살)(安養庵 大雄殿 三尊佛像(阿彌陀佛,觀音菩薩,地藏菩薩))로 문화재 지정명칭이 변경되었다.

## 개요
중앙의 아미타불좌상을 중심으로 좌우에 관음보살과 지장보살이 협시하고 있는 아미타삼존상이다. 아미타불상은 목불(木佛)이고, 관음보살상은 옥석(玉石)으로 만들었으며 대세지보살상은 소조불(塑造佛)이다. 중앙의 아미타불좌상은 고성 건봉사에서 모셔온 불상으로 전해지고 있는데 방형(方形)의 얼굴에 육계(肉髻)가 펑퍼짐하며, 통견(通肩)의 법의(法衣)가 배 앞에서 ‘W’자형을 그리고 있는 19세기 양식 불상이다. 머리에 무늬 없고 단순한 보관(寶冠)을 쓰고 있는 관음보살상은 의자에 앉아 왼다리를 내리고 오른다리는 올린 특이한 자세를 취하고 있다. 대좌 양쪽에 금강역사상과 동자상이 새겨져 있는 점이 특징적이다.
지장보살상은 삼존불 중 유일하게 제작연대와 제작자에 대한 기록이 남아 있는 작품으로 승형(僧形)의 민머리에 방형(方形)의 얼굴을 하고 있는데 전체적으로 미소년의 모습을 하고 있다. 삼존(三尊)의 재질이 각각 나무, 옥, 석고 등으로 서로 달라 처음부터 삼존의 형식으로 함께 제작되었던 것인지는 불확실하나 제작연대는 대체로 동일한 것으로 추정된다. 지장보살상이『안양암지(安養庵誌)』에 1889년 경성(慶惺)에 의해 제작된 것으로 기록되어 있어 세불상 모두 안양암 창건 무렵에 제작, 대웅전에 함께 모셔진 것으로 보인다. 19c말의 대표적인 불상이고 원형도 잘 유지되어 있어 시 유형문화재로 지정한다.

## 참고 자료
- 안양암 대웅전 삼존불상(아미타불,관음보살,지장보살) - 국가유산청 국가유산포털